# Simon Strand
Simon Strand, né le 25 mai 1993 à Huddinge en Suède, est un footballeur suédois qui évolue au poste d'arrière gauche à l'IF Elfsborg.

## Biographie

### Débuts professionnels
Formé au Djurgårdens IF, Simon Strand ne joue aucun match avec ce club, débutant avec l'AFC Eskilstuna (alors appelé Väsby United), en troisième division suédoise, qu'il rejoint en 2012.

### Dalkurd FF
Le 4 janvier 2018, Simon Strand s'engage avec le club danois du Lyngby BK, mais au bout d'un mois, Strand ne reçoit aucun salaire, et à la suite des difficultés financières rencontrées par le club, il s'engage en faveur du Dalkurd FF le 8 février 2018. 
Strand découvre ainsi l'Allsvenskan, l'élite du football suédois, avec le Dalkurd FF, tout juste promu en première division. Il joue son premier match dans cette compétition le 2 avril 2018, lors de la première journée de la saison 2018 contre l'AIK Solna. Il est titulaire et son équipe s'incline (2-0). Avec cette équipe, il dispute 29 matchs en première division cette saison-là. Il inscrit un but le 2 septembre 2018, lors de la 20e journée, face à l'IFK Göteborg (1-1 score final). Le club termine le championnat à la quinzième place (sur seize) et est donc relégué à l'issue de la saison.

### IF Elfsborg
Le 25 février 2019, Simon Strand s'engage avec l'IF Elfsborg, pour un contrat courant jusqu'en décembre 2021. Le 26 mai 2019, il inscrit avec cette équipe son deuxième but en Allsvenskan, sur la pelouse du Kalmar FF.